# Daws Butler

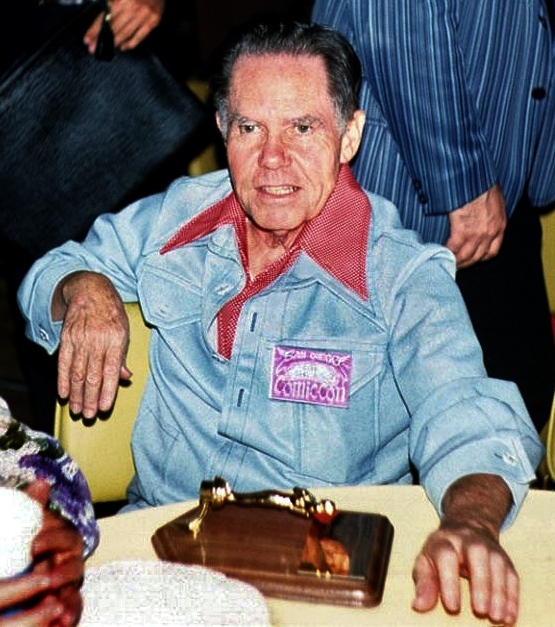
Daws Butler, 1976

Charles Dawson Butler (* 16. November 1916 in Toledo, Ohio; † 18. Mai 1988 in Culver City, Kalifornien) war ein US-amerikanischer Zeichentrickfilm-Synchronsprecher, überwiegend für Filme Hanna-Barberas.

## Leben
Butler trat nach dem Ende seiner Schulausbildung in Chicago als Parodist auf. Im Zweiten Weltkrieg diente er zwei Jahre bei der US Navy, wo er seine spätere Ehefrau kennenlernte. Nach dem Krieg zog er nach Hollywood, wo er zunächst für das Radio arbeitete. Bereits 1949 hatte er sein Fernsehdebüt als Synchronsprecher einer Puppenspiel-Kindersendung. In den 1950er Jahren war er als Sprecher für Cartoons von Tex Avery und Walter Lantz tätig, zudem veröffentlichten Butler und Stan Freberg zahlreiche erfolgreiche Comedy-Alben auf Capitol Records. Ab Ende der 1950er Jahre begann seine Zusammenarbeit mit Hanna-Barbera, wo er unter anderem Huckleberry Hound in Hucky und seine Freunde, Quick Draw McGraw in Quick und seine Freunde und Yogi Bär sprach. In der zweiten Staffel von Familie Feuerstein sprang Butler für Mel Blanc ein, der aufgrund eines Autounfalls ausfiel, und lieh Barney Geröllheimer seine Stimme. In den 1980er Jahren bot Butler Synchronsprecher-Workshops an. Zu seinen Schülern zählten unter anderem Nancy Cartwright und Corey Burton. Er starb im Alter von 71 Jahren an einem Herzinfarkt. Er wurde überlebt von seinen vier Söhnen und seiner Ehefrau, die im Jahr 2018 im Alter von 101 Jahren verstarb.

## Filmografie (Auswahl)
- 1953: Little Johnny Jet
- 1955: Crazy Mixed Up Pup
- 1955: The Legend of Rockabye Point
- 1958–1962: Hucky und seine Freunde (The Huckleberry Hound Show)
- 1959–1961: Quick und seine Freunde (The Quickdraw McGraw Show)
- 1960–1962: Yakky Doodle
- 1960–1965: Familie Feuerstein (The Flintstones)
- 1961–1962: Yogi Bär (The Yogi Bear Show)
- 1962–1963: Die Jetsons (The Jetsons)
- 1964: Mary Poppins
- 1964: The Woody Woodpecker Show
- 1964–1965: Mister Magoo
- 1966: Alice in Wonderland (or What’s a Nice Kid Like You Doing in a Place Like This?)
- 1968: Wacky Races – Autorennen Total (Wacky Races)
- 1972: Die verrückten Holidays (The Roman Holidays)
- 1974: Fenn – Hong Kong Pfui (Hong Kong Phooey)
- 1985–1987: Die Jetsons (The Jetsons)

## Auszeichnungen
- 1984: Winsor McCay Award